# Marmara oregonensis
Marmara oregonensis là một loài bướm đêm thuộc họ Gracillariidae. Nó được tìm thấy ở Hoa Kỳ (Oregon).
Ấu trùng ăn Abies grandis và Pseudotsuga menziesii. Chúng ăn cuốn lá nơi chúng làm tổ.